# Ronde van Frankrijk 1970
| Route van de Ronde van Frankrijk 1970. |                         |              |
| Eindklassement                         |                         |              |
| Algemeen klassement                    | Eddy Merckx             | 119u 31' 49" |
| Tweede                                 | Joop Zoetemelk          | + 12' 41"    |
| Derde                                  | Gösta Pettersson        | + 15' 54"    |
| Vierde                                 | Martin Van Den Bossche  | + 18' 53"    |
| Vijfde                                 | Rini Wagtmans           | + 19' 54"    |
| Zesde                                  | Lucien Van Impe         | + 20' 34"    |
| Zevende                                | Raymond Poulidor        | + 20' 35"    |
| Achtste                                | Tony Houbrechts         | + 21' 34"    |
| Negende                                | Francisco Galdos        | + 21' 45"    |
| Tiende                                 | Georges Pintens         | + 23' 23"    |
| Rode Lantaarn                          | Frits Hogerheide (100e) | + 3h 52' 12" |
| Puntenklassement                       | Walter Godefroot        | 212 punten   |
| Tweede                                 | Eddy Merckx             | 207 punten   |
| Derde                                  | Marino Basso            | 161 punten   |
| Bergklassement                         | Eddy Merckx             | 128 punten   |
| Tweede                                 | Andres Gandarias        | 94 punten    |
| Derde                                  | Martin Van Den Bossche  | 85 punten    |
| Ploegenklassement                      | Salvarani               | -            |
| Tweede                                 | KAS                     | -            |
| Derde                                  | Faema-Faemino           | -            |

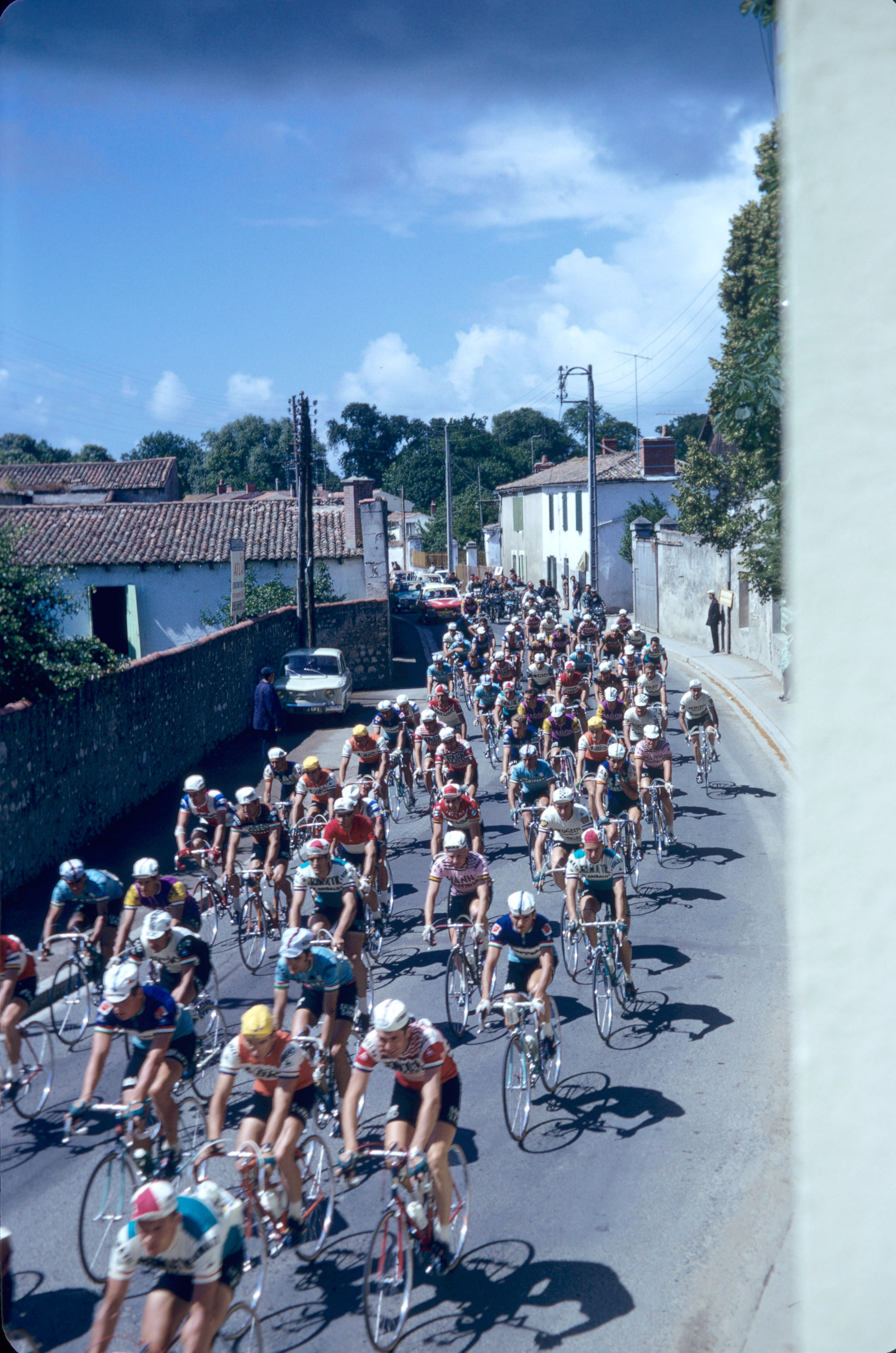
Het peloton tijdens de tweede etappe van de Ronde van Frankrijk 1970

De 57e editie van de Ronde van Frankrijk ging van start op 27 juni 1970 in Limoges en eindigde op 19 juli in Parijs. Er stonden 150 renners verdeeld over 15 ploegen aan de start.
- Aantal ritten: 23
- Totale afstand: 4254 km
- Gemiddelde snelheid: 35.589 km/h
- Aantal deelnemers: 150
- Aantal uitgevallen: 50

## Belgische en Nederlandse prestaties
In totaal namen er 35 Belgen en 21 Nederlanders deel aan de Tour van 1970.

### Belgische etappezeges
- Eddy Merckx won de proloog in Limoges, de 7e etappe deel A van Valenciennes naar Vorst, de 10e etappe van Belfort naar Divonne-les-Bains, de 11e etappe deel A van Divonne-les-Bains naar Divonne-les-Bains, de 12e etappe van Thonon-les-Bains naar Grenoble, de 14e etappe van Gap naar Mont-Ventoux, de 20e etappe deel B van Bordeaux naar Bordeaux en de 23e etappe van Versailles naar Parijs.
- Walter Godefroot won de 4e etappe van Rennes naar Lisieux, de 5e etappe deel A van Lisieux naar Rouen
- Jos Spruyt won de 5e etappe deel B van Rouen naar Amiens
- Roger De Vlaeminck won de 6e etappe van Amiens naar Valenciennes.
- Albert Van Vlierberghe won de 16e etappe van Montpellier naar Toulouse

### Nederlandse etappezeges
- Rini Wagtmans won de 15e etappe van Carpentras naar Montpellier

## Etappes
- Proloog Limoges: Eddy Merckx (Bel)
- 1e Etappe Limoges - La Rochelle: Cyrille Guimard (Fra)
- 2e Etappe La Rochelle - Angers: Italo Zilioli (Ita)
- 3ae Etappe Angers - Angers: Faema
- 3be Etappe Angers - Rennes: Marino Basso (Ita)
- 4e Etappe Rennes - Lisieux: Walter Godefroot (Bel)
- 5ae Etappe Lisieux - Rouen: Walter Godefroot (Bel)
- 5be Etappe Rouen - Amiens: Joseph Spruyt (Bel)
- 6e Etappe Amiens - Valenciennes: Roger De Vlaeminck (Bel)
- 7ae Etappe Valenciennes - Vorst (Brussel): Eddy Merckx (Bel)
- 7be Etappe Vorst (Brussel) - Vorst (Brussel): José Antonio González (Spa)
- 8e Etappe Ciney - Felsberg: Alain Vasseur (Fra)
- 9e Etappe Saarlouis - Mulhouse: Mogens Frey (Den)
- 10e Etappe Belfort - Divonne-les-Bains: Eddy Merckx (Bel)
- 11ae Etappe Divonne-les-Bains - Divonne-les-Bains: Eddy Merckx (Bel)
- 11be Etappe Divonne-les-Bains - Thonon-les-Bains: Marino Basso (Ita)
- 12e Etappe Thonon-les-Bains - Grenoble: Eddy Merckx (Bel)
- 13e Etappe Grenoble - Gap: Primo Mori (Ita)
- 14e Etappe Gap - Mont Ventoux: Eddy Merckx (Bel)
- 15e Etappe Carpentras - Montpellier: Rini Wagtmans (Ned)
- 16e Etappe Montpellier - Toulouse: Albert Van Vlierberghe (Bel)
- 17e Etappe Toulouse - Saint-Gaudens: Luis Ocaña (Spa)
- 18e Etappe Saint-Gaudens - La Mongie: Bernard Thévenet (Fra)
- 19e Etappe Bagnères-de-Bigorre - Mourenx-Ville Nouvelle: Christian Raymond (Fra)
- 20ae Etappe Mourenx - Bordeaux: Rolf Wolfshohl (Dui)
- 20be Etappe Bordeaux - Bordeaux: Eddy Merckx (Bel)
- 21e Etappe Ruffec - Tours: Marino Basso (Ita)
- 22e Etappe Tours - Versailles: Jean-Pierre Danguillaume (Fra)
- 23e Etappe Versailles - Parijs: Eddy Merckx (Bel)

 winnaars gele trui · 
 puntenklassement · 
 bergklassement · 
 jongerenklassement · 
 tussensprintklassement · 
 combinatieklassement · 
 ploegenklassement · 
 strijdlust · 
rode lantaarn
records · meeste deelnames · ranglijst etappewinnaars · bekende beklimmingen · valpartijen · dopinggevallen · Grand Départ · Souvenir Henri Desgrange
1903 · 
1904 · 
1905 · 
1906 · 
1907 · 
1908 · 
1909 · 
1910 · 
1911 · 
1912 · 
1913 · 
1914 ·
1915 ·
1916 ·
1917 ·
1918 · 
1919 · 
1920 · 
1921 · 
1922 · 
1923 · 
1924 · 
1925 · 
1926 · 
1927 · 
1928 · 
1929 · 
1930 · 
1931 · 
1932 · 
1933 · 
1934 · 
1935 · 
1936 · 
1937 · 
1938 · 
1939 · 
1940 ·
1941 ·
1942 ·
1943 ·
1944 ·
1945 ·
1946 ·
1947 · 
1948 · 
1949 · 
1950 · 
1951 · 
1952 · 
1953 · 
1954 · 
1955 · 
1956 · 
1957 · 
1958 · 
1959 · 
1960 · 
1961 · 
1962 · 
1963 · 
1964 · 
1965 · 
1966 · 
1967 · 
1968 · 
1969 · 
1970 · 
1971 · 
1972 · 
1973 · 
1974 · 
1975 · 
1976 · 
1977 · 
1978 · 
1979 · 
1980 · 
1981 · 
1982 · 
1983 · 
1984 · 
1985 · 
1986 · 
1987 · 
1988 · 
1989 · 
1990 · 
1991 · 
1992 · 
1993 · 
1994 · 
1995 · 
1996 · 
1997 · 
1998 · 
1999 · 
2000 · 
2001 · 
2002 · 
2003 · 
2004 · 
2005 · 
2006 · 
2007 · 
2008 · 
2009 · 
2010 · 
2011 · 
2012 · 
2013 · 
2014 · 
2015 · 
2016 · 
2017 · 
2018 · 
2019 ·
2020 · 
2021 · 
2022 · 
2023 · 
2024 · 
2025